# Spießflughuhn
Das Spießflughuhn (Pterocles alchata) ist eine kontrastreich gefärbte Art aus der Familie der Flughühner und gehört neben dem Sandflughuhn und dem noch bis zu Beginn des 20. Jahrhunderts invasionsartig einfliegenden Steppenflughuhn zu den Arten dieser Familie, die auch in Europa vorkommen.

## Merkmale
Das Spießflughuhn wird ca. 37 cm lang und erreicht eine Flügelspannweite bis zu 65 cm. Anders als andere Vertreter dieser Familie haben die Männchen und die Weibchen ein vom Brutkleid deutlich zu unterscheidendes Schlichtkleid.
Beim Männchen im Brutkleid sind der Augenstreif, das Kinn und die Kehle schwarz. Der Kopf ist ockerfarben. Ein breites rotbraunes Brustband ist schwarz gefärbt. Der Bauch ist weiß und die mittleren der 16 Schwanzfedern sind spießartig verlängert. Auf dem Rücken sowie den Flügeldecken befinden sich auffällig olivgelbliche Tropenflecken. Im Schlichtkleid zeigen sie diese tropfenförmigen Flecken auch auf dem Scheitel, dem Hinterkopf und der Stirn. Die Kehle ist ganz oder teilweise weiß. Die übrige Gefiederfärbung entspricht dem Brutkleid.
Die Weibchen sind im Brutkleid etwas blasser als die Männchen. Ihre Kehle ist weiß und sie haben ein zusätzliches schwarzes Halsband. Sie weisen auf der Körperoberseite eine schwarze und perlgraue Querbänderung auf. Im Ruhekleid fehlt die Querbänderung.

## Lebensraum und Verbreitung
Die Spießflughühner leben in einer westlichen Population von der Iberischen Halbinsel und Marokko in Westen bis Südfrankreich und Tripolitanien im Osten. Des Weiteren gibt es im Osten Populationen von der Türkei bis Arabien im Westen bis Kasachstan und Nordwest-Indien im Osten. Als Habitat bevorzugen die Tiere Halbwüsten und Trockensteppen. Diese sind besonders geeignet, wenn sie sandige Landstriche oder Dünen beinhalten. Der Lebensraum der Tiere nimmt jedoch beständig ab.

## Fortpflanzung

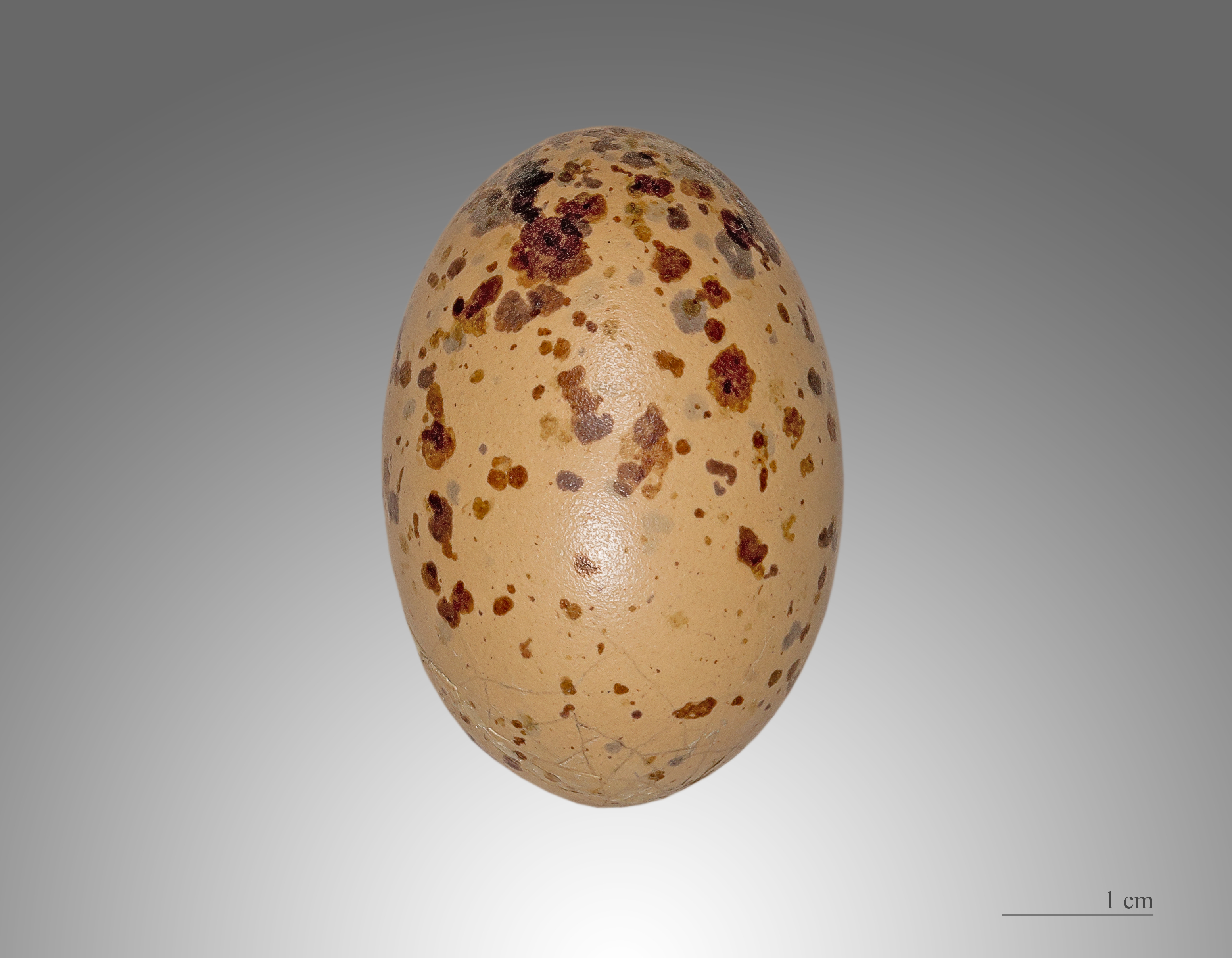
Ei des Spießflughuhnes

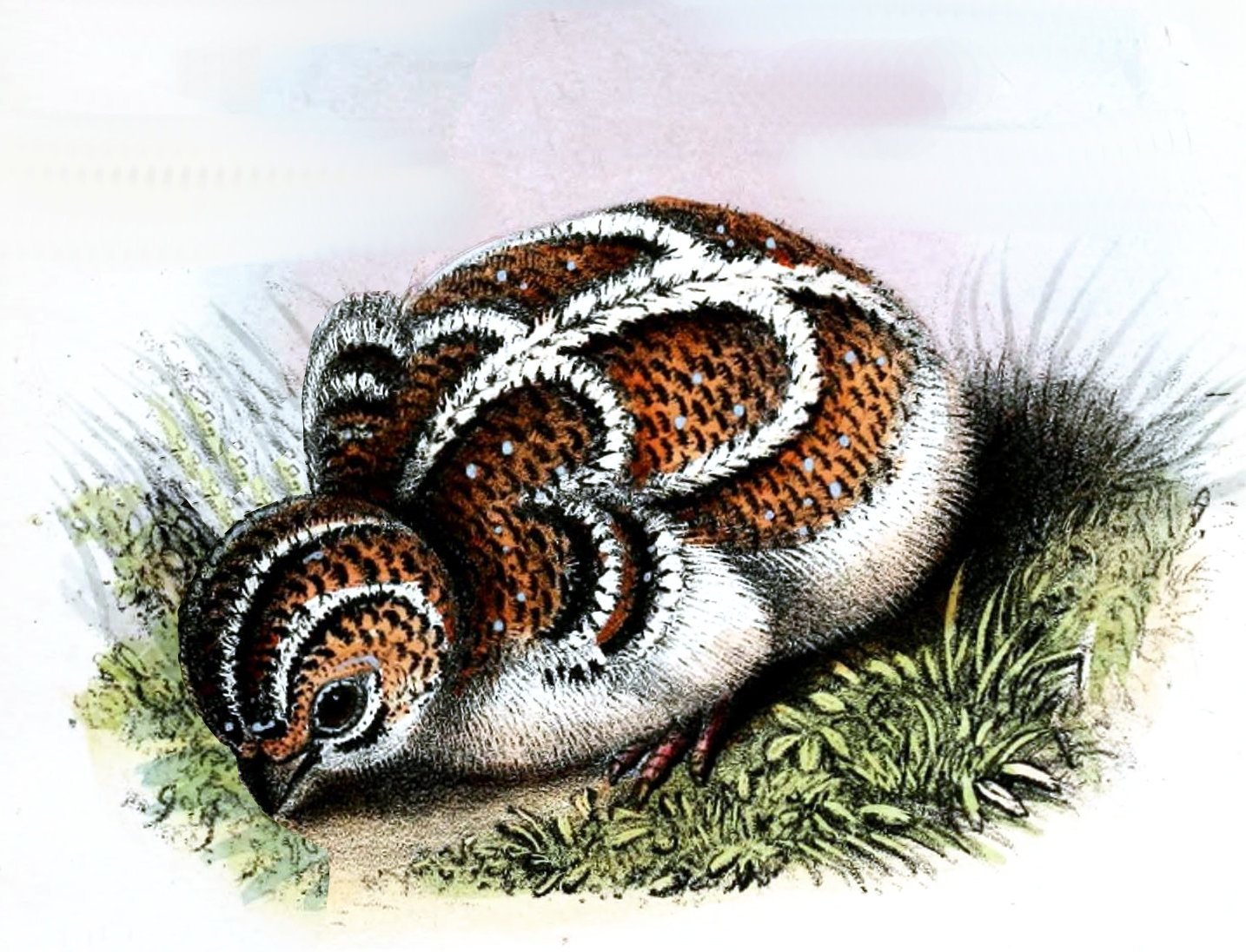
Küken

Die Vögel brüten von der ersten Maihälfte bis in den Juli hinein. Das Gelege, das meist aus drei, selten auch aus zwei Eiern besteht, wird ohne eine Unterlage in den Schatten eines Busches gelegt. Das Männchen brütet die Nacht durch und am späten Morgen/frühen Nachmittag übernimmt dann das Weibchen. Oft finden sich die Tiere zur Brutzeit zu lockeren Kolonien zusammen. Die Jungtiere sehen zu Anfang aus wie die Küken der Regenpfeifer. Sie besorgen ihre Nahrung von Anfang an selbst, werden aber noch mit Trinkwasser von den Altvögeln versorgt. Nach drei bis vier Wochen werden die Jungen flügge.

## Nahrung
Die Nahrung besteht hauptsächlich aus Körnern, die am Boden gefunden werden. Da ihre Nahrung sehr trocken ist, benötigen sie viel Wasser und fliegen daher mehrmals täglich zu ihrer Tränke, welche bis zu 50 km vom Brutplatz entfernt liegen kann. Sie tauchen ihre Federn in das Wasser ein und fliegen wieder zurück. Dort ziehen sich die Jungvögel die nassen Federn durch den Schnabel.

## Trivia
Der Asteroid des inneren Hauptgürtels (8596) Alchata ist nach dem Spießflughuhn benannt (wissenschaftlicher Name: Pterocles alchata) lautet. Zum Zeitpunkt der Benennung des Asteroiden am 2. Februar 1999 befand sich das Spießflughuhn auf der europäischen Roten Liste gefährdeter Arten.